# الكيلو 64 (شمال سيناء)
الكيلو 64 إحدى قرى مركز الحسنة التابع لمحافظة شمال سيناء بجمهورية مصر العربية.